# EPIC 2014
EPIC 2014（Evolving Personalized Information Construct、進化型パーソナライズ情報構築網）とは、2004年11月にロビン・スローンとマット・トンプソンが公開したFlashムービーである。音楽はアーロン・マクレランが手がけた。公開年の春にポインター学院で行ったプレゼンテーションが元になっている。全8分でクリエイティブ・コモンズの非商用ライセンスの下で公開されている。
2014年時点の架空の「メディア史博物館」が持つ視点を描いた内容であり、Googleニュースのような人気のあるニュースアグリゲーターやブロギング、ソーシャル・ネットワーキングといったWeb 2.0技術の収束が与える影響、ユーザーが仮定的な未来でジャーナリズムや社会に大々的に参加できることを扱っている。「Googlezon」というスラングが人気を得ていき、このシナリオでは深刻化している主なプライバシーや著作権問題にも触れている。

## あらすじ
1989年から2004年まで実際に起きた出来事と2014年まで起こるであろう出来事で構成されている。冒頭ではチャールズ・ディケンズの二都物語にある「It was the best of times, it was the worst of times.（→それはすべての時世の中で最もよい時世でもあれば、すべての時世の中で最も悪い時世でもあった。）」という一文が引用されている。
1989年、ティム・バーナーズ＝リーがWorld Wide Webを発明。
1994年、Amazon.comという何でも販売し、ユーザーのためにパーソナライズし同時に提案を提供できる販売店が開店した。
1998年、2人のスタンフォード大学学生がより早く効果的な検索を約束するGoogleをお披露目。
1999年、Blogger創設。Googleが人間による介入が必要無いという独自性を持つサービスであるGoogleニュースを世に出す。
2002年、Friendsterが公開される。
2003年、GoogleがBloggerを買収。
2004年、GmailがマイクロソフトのHotmailに対抗する形で成長する。マイクロソフトのニュースボットがGoogleニュースへの対抗で登場する。PicasaとA9がこの年にスタートする。8月、Googleが上場し、世界地図会社のKeyhole（現Google Earth）を買収、さらに世界中の図書館のデジタル化とインデックシングを始める。リーズン誌が購読者に対し、購読者の家が写った衛星写真を内部情報と合わせて送りつけた。
ここから作品はフィクションの段階に入る。
2005年、マイクロソフトはGoogleに対抗する形でFriendsterを買収。Apple ComputerがWifiPodというユーザーが外出先でメッセージをやり取りできるものを発表。その後、GoogleがGoogle Gridという容量、帯域無制限で何でも保存できるユニバーサルなプラットフォームをお披露目、ユーザーは自分の情報をプライベートに保存するかグリッド全体に公開するかの2つの方法で管理できる。
2007年、マイクロソフトのソーシャルニュースネットワークであるNewsbotsterがニュースをランク付けしソートする。みんなが見たものにコメントできる。
2008年、GoogleとAmazonが合併し「Googlezon」が誕生する。GoogleはGoogle Gridを、Amazonがパーソナライズされたお勧めシステムを提供。Googlezonはユーザー各個人の興味に応えるために全コンテンツソースを自動検索したり共に構想を重ね継ぐ事を行う。
Googlezonについて説明する時、ウィンストン・スミスという名の男の身分証明書が登場する。スミスは、メディアを歪める政府によって支配されているディストピア社会を描いたジョージ・オーウェルの小説『1984年』の主人公である。身分証明書の写真はロビン・スローンである。
2010年、マイクロソフトとGooglezonとの間でニュース戦争が勃発する。この「News Wars of 2010（→2010年のニュース戦争）」で特記に値するのが彼らが実際の報道機関に関与していないことである。
2011年、眠っていた四権が最初と最後のスタンドを生成するために起こされる。ニューヨーク・タイムズがGooglezonを事実をストリッピングするロボットは著作権法に違反していると主張する形で告訴するが、最高裁はGooglezonを支持する。
2014年、GooglezonがEPIC(Evolving Personalized Information Construct)というユーザーの知っている情報を、ジャーナリスト無しで個人に合ったニュースを自動的に作成する中央グリッドに送り込むシステムを世に出す。
EPICはニュースに限らず、全ユーザーの人口動態、政治的信念、消費習慣を記録しカテゴライズする。最高の状態においてEPICは利用可能な状態になる前より、より深く、広く、より繊細な世界の概要になる。しかし、最悪の状態、及び多くの人にとってEPICは多くが虚偽である単なるトリビアのコレクションに過ぎなくなる。EPICはニューヨーク・タイムズを没落させるほどの盛況ぶりとなり、ニューヨーク・タイムズはインターネット展開を止めエリートや高齢者のための紙媒体新聞に移行することになる。
物語が拮抗的な実体の衝突、征服と退却、系譜に対する懸念、中心的な道徳に関する疑問、しばしばラフでバイナリだがまた善対悪のスリリングを伴った壮大な形式になっていることに留意する必要がある。
物語は「Perhaps there was another way.（→おそらく、別の方法があるはずだ。）」という文章で終わる。

## 歴史
この作品は2003年にニューヨーク・タイムズ・デジタルCEOのマーティン・A・ニルセンホルツがソフトウェア・アンド・インフォメーション・インダストリー・アソシエーションで行ったニュースの未来に関する公演が元となっている。スローンは講演内容をトンプソンに見せ、議論とブレインストーミングを重ねた後、「ニルセンホルツが話した内容とかなり異なる解釈」に繋がった。フロリダ州マイアミへの旅行中、いくつかの議論に前後してスローンとトンプソンはウルティマオンラインが話題に上がった時にニルセンホルツの独自の視点について深く考え、ジャーナリズムの文脈にそれを置いてみた。間もなく、単純に人々が参加することでメディアにおける最も先進的な例になるという認識で一致した。ウルティマオンラインはMMORPGであり、人々が遊びとして他のユーザーが持つゲームの経験全てを追加するように、インタラクションでメディア全体の構造を作り変えることになる。彼らは「ジャーナリズムにその形式を適用するものは何か？」「何を読んで見て聞くことで個人にニュースを単純に作成させ影響を与えさせるのか？」と疑問に感じるようになった。
マイアミ旅行の後、スローンとトンプソンは自身のアイデアの組立を始めた。「The Miami Project（→マイアミプロジェクト）」と銘打ったパワーポイントプロジェクトを開始し、ポインター学院のローカルオフィスで一連のプレゼンテーションを始めた。しかし同僚はまだそのプロジェクトに興味はほとんど持っていなかった。2004年の春、学院で毎年恒例のオンラインリーダーズセミナーの準備中に彼らは再びのプレゼンテーションの開催を求めた。今回、未来の視点に関する物語を既に起こっているかのごとく披露することに決めた。学院のビジュアルジャーナリズム研究所にてFinal Cut Proが動作しているiMac G4を使って夜遅くまで映画の初期バージョンを製作した。この作品は会議出席者の熱意を呼び起こしたため、直ちにプレゼンテーションをMacromedia Flashを使って改善した。プレゼンテーションを続けているあいだ、作品紹介のドラマチックな演出としてアルミニウム帽子を被って部屋を走り回った。作品からは「もしこれが2014年の世界なら、今日ニュース企業が消えていないことを確認するために何をするか？またこの環境で生きられることをどうやって確認するか？」という疑問が常に投げかけられた。
夏が過ぎ、EPIC 2014の将来的な計画として双方向なタイムラインやブログを使ったポジティブなウェブサイトを立ち上げようとした。これは実現しなかったが、スローンもトンプソンも新たな職を得ていて、トンプソンはフレズノ・ビー、スローンはカレント紙に在籍した。
結局、2004年11月第3週に作品を投稿することを決め、Convergence Chaser、Snarkmarket、ジェイソン・コットクの人気ブログに投稿した。この投稿で作品が人気を得るとは考えていなかったが、たちまち大きな人気を得るようになった。12月にスラッシュドット効果で広まり、年明けには100もの掲示板やブログからリンクされるようになった。2005年1月、続編「EPIC 2015」を公開、前作と同じ方向性だが、ポッドキャスト、GPS、Googleマップといったウェブマップサービスの役割について掘り下げている。
スローンは作品内のことが将来実際起こるとは信じておらず、特にGoogleとAmazonが合併することも信じていない。また、「オンライン出版において彼らがやっていることは非常に良くスマートだ」としてニューヨーク・タイムズが実際フォールドする最後のメディア企業になると信じている。しかし、作品は将来起きることを正確に描くことが目的でないとし、むしろ、大手メディア企業による数種類の独占が現在多くのオンラインメディア企業によって脅かされている事実を描いたと述べている。さらに「Googleのサービスによる狂った形で統合されたスイートが世界を制する可能性は高いが、大したことじゃない。私は市民報道のネットワークを案内するために統合され簡単な方法になることを希望している。」と述べた。

## 文化的影響
「Googlezon」というスラングが流行し、GoogleやAmazonのような技術の実際にあるか仮説上の収束を通常指す時に使用される。派生スラングにはAmazoogleというのもある。